# Toshiyuki Honda
Toshiyuki Honda (Japans: 本多俊之, Honda Toshiyuki) (Tokio, 9 april 1957) is een Japanse jazz- en fusionmuzikant. Hij speelt altsaxofoon, sopraansaxofoon en fluit.

## Biografie
Toshiyuki Honda werkte vanaf de late jaren 70 in de Japanse jazz- en fusionscene, o.a. met Ryōjirō Furusawa waarmee hij in 1978 zijn eerste opnames maakte (Spicy Island). Datzelfde jaar kwam hij met zijn debuutalbum Burnin’ Waves (Electric Bird), gemaakt met zijn gelijknamige band en musici als Eiji Arai, Jerry Hey, Gary Herbig, Larry Williams, Ken Wild en Bob Wilson. In de jaren erna speelde hij met Red Mitchell (Scairport Blues), Shingo Okudaira, Kazumi Watanabe, Masao Nakajima, Kyoko Shishido, Atsumasa Nakabayashi, Ryuichi Sakamoto, Isao Suzuki, George Kawagushi, Fumio Itabashi, Tatsuya Takahashi en Maki Asakawa. Vanaf 1979 maakte hij meerder albums als lid van de fusionband.
In 1983 nam Honda in Tokio met Chick Corea, Miroslav Vitouš en Roy Haynes de plaat Dream. In 1986 volgde zijn album Super Quartet, met Takehiro Honda, Mitsuaki Furuno en Motohiko Hino. Tevens leidde hij de band Toshiyuki Honda Radio Club, waarmee hij twee albums maakte. Vanaf de late jaren 80 ging hij zich vooral toeleggen op filmmuziek, zo was hij verantwoordelijk voor de soundtrack van een film van Jûzô Itami. In de jazz was hij tussen 1978 en 2002 betrokken bij 79 opnamesessies.

## Discografie (selectie)
- Opa com deus (Electric Bird, 1979)
- Easy Breathing (Electric Bird, 1980), o.a. met Jerry Hey, Bill Reichenbach junior
- Boomerang (King, 1981), met Soichi Noriki, Takumi Yamamoto, Tetsuya Inove, Shigeo Hirayama, Tesuaki "Whacho" Hoashi
- Toshiyuki Honda Radio Club: Gads – Marusa No Onna 2 (Who Ring, 1987)
- Toshiyuki Honda Radio Club: Something Coming On (Who Ring, 1988)
- Maki Asakawa & Toshiyuki Honda: Duo (Ⅱ) – 幻の女たち (Eastworld, 1988)
- Gunhed - Original Soundtrack Recording (1989), met Takayuki Hijikata, Kenji Shiraishi, Tatsuji Yokoyama, Keiji Toriyama, Hideo Iguchi, Kazuto Kitahara, Len’ichi Tsunoda, Futoshi Kobayashi, Kouichi Suzuki, Shuichiro Ise, Shuhei Kubo
- Metropolis (Original Soundtrack) (Milan, 2001)